# Helianthemum xixonense
Helianthemum xixonense är en solvändeväxtart som beskrevs av Pérez Dacosta och Gonzalo Mateo. Helianthemum xixonense ingår i släktet solvändor, och familjen solvändeväxter. Inga underarter finns listade i Catalogue of Life.